# Conrado I de Oldemburgo
Conrado I (en alemán: Konrad I. von Oldenburg; m. 1367) fue un noble alemán, conde de Oldemburgo desde 1344 hasta 1367. Sucedió a su hermano, Juan III de Oldemburgo.
Sus padres fueron Juan II de Oldemburgo y Eduvigis de Diepholz. Conrado se casó con Ingeborg, la hija del conde Gerardo IV de Holstein-Plön. Tuvieron cuatro hijos:
- Conrado II de Oldemburgo (m. 1401)
- Gerardo de Oldemburgo (m. 1368);[2] murió en acción mientras invadía Rüstringen.
- Inés de Oldemburgo; se casó con el conde Luis de Winstorf
- Cristián V de Oldemburgo

Conrado I de Oldemburgo es antepasado, por vía materna, del rey Felipe VI de España, y también por línea masculina de la reina Margarita II de Dinamarca, el duque Felipe de Edimburgo y por tanto del rey Carlos III del Reino Unido y del príncipe Guillermo de Cambridge.[cita requerida]